# Morone americana
Pour les articles homonymes, voir Baret (homonymie).
Cet article possède un paronyme, voir la pêche blanche.
Ne doit pas être confondu avec Le Petit Bard.
Espèce
Synonymes
Voir texte.
Statut de conservation UICN

 LC  : Préoccupation mineure
Le baret, perche blanche, bar-perche ou petit bar (Morone americana) est une espèce de poissons pélagiques de la famille des Moronidés, originaire des eaux douces et saumâtres de la côte atlantique de l’Amérique du Nord.
L'espèce est inscrite depuis 2022 sur liste des espèces exotiques envahissantes préoccupantes pour l'Union européenne. Cela signifie que cette espèce ne peut pas être importée, élevée, transportée, commercialisée, ou libérée intentionnellement dans la nature, et ce nulle part dans l’Union européenne. 

## Description
Ressemblant beaucoup à son proche parent le bar rayé, le baret est légèrement plus petit, atteignant généralement des longueurs situées entre 20 et 25 cm, et une masse d'environ 250 g. (Fuller et al. 2006) Les écailles sont larges et réparties sur 46-51 rangées latérales, couvrant un corps relativement large ainsi que les côtés de la tête et la région inter-orbitale.
Autre différence, la bouche est plus petite que celle du bar rayé, avec la mâchoire inférieure proéminente, et il n’y a pas d’espace entre les deux nageoires dorsales (elles sont seulement séparées par une profonde dépression).
- La première nageoire dorsale est constituée de 9 épines (la 3e et la 4e étant les plus longues).
- La seconde nageoire dorsale ne comporte qu’une seule épine, mais comporte également entre 10 et 12 rayons.
- La nageoire caudale est relativement grosse et concave avec généralement 17 rayons principaux.
- La nageoire anale se compose de 3 épines ainsi que d’environ une dizaine de rayons. La première épine se situe sous le milieu de la seconde nageoire dorsale.
- Les nageoires pelviennes débutent légèrement derrière les nageoires pectorales et comportent une épine. Les pelviennes et les pectorales sont relativement grosses et arrondies. (University of Michigan, 2008 ; Bigelow and Schroeder, 1953)

La partie supérieure varie entre le vert olive, le gris-vert foncé, ou le gris argenté foncé. Sur les flancs, les couleurs deviennent plus pâles, variant du vert olive pâle au vert argenté. La partie ventrale est généralement de couleur blanche, argentée. Chez les plus gros individus, la tête montre souvent des reflets bleutés. La base des nageoires pelviennes et anales est parfois de couleur rose/rouge. (Bigelow and Schroeder, 1953)

## Économie
La chair du Morone Americana est blanche, de texture farineuse, et délicieuse pour les amateurs de poissons. Le bar-perche possède donc une importance au niveau de la pêche commerciale et sportive.
Concernant la pêche commerciale, elle s’effectue surtout au niveau des côtes américaines ainsi que de la région des Grands Lacs, et les meilleurs résultats se produisent au printemps. Cependant, les stocks ont énormément diminué au cours des années 1970, ralentissant ainsi les activités commerciales. (Scott et Scott, 1988)
Au niveau de la pêche sportive, elle se pratique autant en milieu marin qu’en milieu d’eau douce, et on la retrouve principalement dans les régions situées au nord de la zone de distribution (Québec et provinces maritimes canadiennes). (University of Michigan, 2008)

## Répartition
Le baret (Morone americana) est un poisson semi-anadrome, c’est-à-dire qu’il réside généralement dans les eaux saumâtres comme des estuaires et remonte en amont des fleuves et des rivières vers des eaux plus douces pour aller se reproduire (McGrath 2005). On peut donc retrouver le baret dans des eaux de différentes salinités, allant de 0 à 30 ‰ (St-Hilaire et al. 2002). Il tolère également une large gamme de température se situant entre 2 et 32,4 °C (Stanley et Danie 1983).
On retrouve le baret dans plusieurs écosystèmes côtiers, d’eau douce et estuariens de la côte atlantique de l’Amérique du Nord, la limite nord de distribution naturelle étant le sud du golfe du St-Laurent (Nouveau-Brunswick, Nouvelle-Écosse, l'Île-du-Prince-Édouard, estuaire du Saint-Laurent) alors que la limite sud est le fleuve Pee Dee en Caroline du Sud (Fuller et al. 2006). On retrouve les plus grandes populations dans les eaux côtières du New Jersey, du Delaware, du Maryland, de la Virginie ainsi que dans la Baie de Chesapeake (Mansueti, 1964 ; Stanley et Danie, 1983). Le baret est un poisson assez sédentaire qui n’effectue pas de grande migration. En général il passe la majeure partie de son existence dans la même portion de cours d’eau ou d’estuaire. Les populations marines peuvent cependant faire de plus long déplacements pour rejoindre l’eau douce  (Stanley et Danie 1983; Kraus et Secor 2004).
Il faut cependant mentionner que cette espèce a rejoint et envahi le système des Grands Lacs vers 1950. C’est à partir du fleuve Hudson que le baret serait arrivé jusqu’au lac Ontario vers 1946. En effet, l’espèce aurait remonté le canal Érié pour rejoindre la rivière Oswego qui se jette dans le lac Ontario (Scott et Christie, 1963). Aujourd’hui le baret est devenu une espèce très commune dans le bassin des Grands lacs et dans plusieurs états américains où dans certains cas il a été introduit volontairement pour la pêche sportive (Fuller et al. 2006). À cause de sa prolifération rapide, le baret est considéré comme une espèce envahissante dans certains états américains. De plus, le fait que le baret ait atteint les Grands Lacs a eu comme conséquence de mettre le baret en sympatrie avec un proche parent, le bar blanc (Morone chrysops), une espèce indigène. Ceci a permis un croisement interspécifique qui a engendré un hybride capable de se reproduire et par rétrocroisement avec les parents, ce qui pourrait nuire et diluer le pool génétique des deux espèces (Todd 1986; Fuller et al. 2006).

## Alimentation
Le baret est une espèce qui a un régime alimentaire qu’on peut qualifier de généraliste. En effet, les différentes études portant sur le régime alimentaire du baret ont montré que selon la période de l’année, la disponibilité des proies, l’endroit et l’âge des individus, le régime peut varier considérablement. Les organismes les plus consommés par les larves de baret seraient des petits crustacés, surtout des cladocères et des copépodes (Limburg et al. 1997). Lorsque les larves atteignent le stade juvénile elles mangent moins de zooplancton pour ingurgiter plus de benthos et d’insectes. Plus les individus grandissent et plus leur régime alimentaire tend à se diversifier en incorporant des poissons (bar rayé, doré) et de plus gros crustacés (mysides, crevettes des sables) (St-Hilaire et al. 2002). D’autres études on montré que le baret exerce une prédation sur les œufs et les larves de poissons indigènes tels que le bar rayé (Morone saxitilis), la perchaude (Perca flavescens), le doré jaune (Sander vitreus) et le bar blanc (Morone chrysops) (Fuller et al. 2006).

## Reproduction
La reproduction du baret se déroule au printemps, lorsque l’eau atteint environ 16 °C, entre la fin avril et juin, selon la situation géographique. Les mâles atteignent la maturité sexuelle vers l’âge de deux ans et les femelles vers trois ans (Fuller et al. 2006). Les poissons remontent donc les cours d’eau pour aller se reproduire en eau peu profonde, les mâles arrivant vraisemblablement avant les femelles. Sur une période de 10 à 21 jours, les femelles pondent un très grand nombre d’œufs, allant de 50000 à 200000, selon la grosseur et l’âge. Plusieurs mâles se rassemblent autour d’une seule femelle pour féconder les œufs (Stanley et Danie, 1983). À la suite de la reproduction, les adultes retournent en aval vers l’eau plus salée.
Après la fécondation, les œufs deviennent adhérents et s’agglomèrent ou s’attachent à la végétation ou à n’importe quel autres supports. L’éclosion se produit de 1 à 6 jours après la fécondation. Les jeunes larves et juvéniles passent leur première  année en eau peu profonde proche de leur lieu de naissance où elles se nourrissent de zooplancton, principalement des petits crustacés (copépodes) (Parrish et Margraf, 1991). Ensuite les jeunes poissons prennent la direction des estuaires vers les zones de turbidité maximum où on retrouve les densités les plus fortes de jeunes barets ainsi que leurs proies (Shoji et al. 2005).